# Wolfgang F. Michael
Wolfgang Friedrich Michael (geboren 23. Februar 1909 in Freiburg im Breisgau; gestorben 9. Juli 1994 in Austin) war ein deutschamerikanischer Germanist und Theaterhistoriker.

## Leben
Wolfgang Friedrich Michael war ein Sohn des Historikers Wolfgang Michael und der Lehrerin Else Wehrenpfennig (1871–1952), einer Tochter des Politikers Wilhelm Wehrenpfennig. Sein Bruder Franz Heinrich Michael (1907–1992) wurde Sinologe an der George Washington University, sein Bruder Walter Pius Michael (1913–1985) Wirtschaftswissenschaftler in Columbus (Ohio), er hatte eine Schwester. 
Wolfgang Michael besuchte das Berthold-Gymnasium in Freiburg und studierte ab 1929 Germanistik und Anglistik in Freiburg, Berlin, Marburg und wurde 1934 bei Hans Heinrich Borcherdt am Münchener Institut für Theatergeschichte mit der Dissertation Die Anfänge des Theaters zu Freiburg im Breisgau promoviert. Danach absolvierte er in Berlin eine Schauspielausbildung, machte 1936 den Abschluss der Reichstheaterkammer und erhielt wegen seiner jüdischen Herkunft ein Berufsverbot. Michael emigrierte im selben Jahr nach England. Er schlug sich zunächst als stundenweise beschäftigter Lehrer durch. 1937 heiratete er die US-Amerikanerin Hadassah Posey, nach der Scheidung war er ab 1952 mit Marian Pendergrass verheiratet. Michael zog 1938 in die USA, wo er 1944 die amerikanische Staatsbürgerschaft erhielt.
Ab 1939 bekam er eine Stelle als Assistenzprofessor am Chestnut Hill College und arbeitete nach Kriegseintritt der USA nebenher auch für die US Army. 1946 erhielt Michael eine Deutsch-Professur an der University of Texas at Austin und war ein emsiger Deutschlehrer, der seine Studenten jährlich zu einer Theateraufführung eines deutschen Stückes ermutigte. Michael verfasste in deutscher Sprache mehrere Studien zur deutschen Theatergeschichte.
Michael erhielt 1972 das Verdienstkreuz 1. Klasse der Bundesrepublik Deutschland und 1973 die Goethe-Medaille.

## Schriften (Auswahl)
- Die Anfänge des Theaters zu Freiburg im Breisgau. 1934
- Die geistlichen Prozessionsspiele in Deutschland. Baltimore : Hopkins, 1947; Göttingen : Vandenhoeck & Ruprecht, 1947
- Frühformen der Deutschen Bühne. Berlin : Gesellschaft für Theatergeschichte, 1963
- Das deutsche Drama des Mittelalters. Berlin : de Gruyter, 1971
- Thomas Brunner: Die Schöne geistliche Geschichte von dem fromen und Gottesfürchtigen Tobias, Wittenberg 1569. Nachdruck als „Tobias“ hrsg. von Wolfgang F. Michael und Donna Reeves. Bern : Lang, 1978
- Thomas Brunner: Die schöne vnd kurtzweilige Historia von der Heirat Isaacs vnd seiner lieben Rebecca, 1569 Nachdruck hrsg. v. Wolfgang F. Michael und Hubert Heinen. Bern : Lang, 1983
- Das deutsche Drama der Reformationszeit. Bern : Lang, 1984
- Thomas Mann auf dem Weg zur Politik. Bern : Lang, 1985
- Ein Forschungsbericht : das deutsche Drama der Reformationszeit . Bern : Lang, 1989
- (Hrsg.): Die Nürnberger "Susanna" : ein Spiel aus dem frühen 16. Jahrhundert; Faksimile und Kommentar. Göppingen : Kümmerle, 1994
- Das deutsche Drama des Mittelalters. De Gruyter, 2018